# Womb
Pour plus de détails, voir Fiche technique et Distribution.
Womb est un film franco-hungaro-allemand réalisé par Benedek Fliegauf, sorti en 2010.

## Synopsis
Rebecca part vivre dans la maison de son grand-père. C'est ici qu'elle croise Thomas, son  amour d'enfance. Celui-ci ne tarde pas à quitter sa petite-amie, Rose. Les deux retombent amoureux comme par le passé. Un jour, Thomas décède dans un accident de voiture. Dévastée, la jeune femme perd totalement goût à la vie avant de trouver espoir dans les possibilités offertes par le clonage. Malgré le rejet moral et le scepticisme de la société envers ces pratiques encore incertaines, elle envisage de donner naissance à Thomas. Ainsi, elle pourra ramener son amour perdu.

## Fiche technique
- Titre : Womb (litt. « Utérus »)
- Titre hongrois : Méh (litt. « Utérus »)
- Réalisateur : Benedek Fliegauf
- Scénariste : Elizabeth Szasz, Benedek Fliegauf
- Assistants à la réalisation : Margarethe Heitmüller, Scott Kirby, Finn Pelke, David Steinberger
- Photographie : Péter Szatmári
- Montage : Xavier Box
- Musique : Max Richter
- Décors : Britta Albert
- Costumes : Mariano Tufano
- Producteurs : Marc Baschet, Peter Hermann, Cédomir Kolar, István Major, Verona Meier, Daniela Meixner, Gerhard Meixner, Ernõ Mesterházy, András Muhi, Mónika Mécs, Roman Paul, Edda Reiser
- Sociétés de production : Razor Film Produktion GmbH, Inforg Stúdió, Asap Films, Arte France Cinéma, Zweites Deutsches Fernsehen (ZDF), Boje Buck Produktion
- Sociétés de production :
- Pays d'origine :  Allemagne |  France |  Hongrie
- Langue de tournage : anglais
- Format :  Couleur — 35 mm — 2,35:1 — Son : Dolby
- Genre : Film dramatique, Film d'amour, film de science-fiction, Drame psychologique
- Durée : 107 minutes (1 h 47)
- Dates de sortie : 
  - Russie : 20 janvier 2011
  - Allemagne : 7 avril 2011
  - Hongrie : 7 avril 2011
  - France :

## Distribution
- Eva Green : Rebecca
- Matt Smith : Thomas
- Hannah Murray : Monica
- Lesley Manville : Judith
- Peter Wight : Ralph
- István Lénárt : Henry
- Jennifer Lim : Mrs. Muju
- Tristan Christopher : Thomas (enfant)
- Ruby O. Fee : Rebecca (9 ans)